# Caza de Aakkâr
Caza de Aakkâr (arabiska: قضاء عكار) är ett distrikt i Libanon.   Det ligger i guvernementet Mohafazat Aakkâr, i den norra delen av landet, 90 kilometer nordost om huvudstaden Beirut. Antalet invånare är 198 174. Arean är 788 kvadratkilometer.
Terrängen i Caza de Aakkâr är varierad.
Trakten runt Caza de Aakkâr består till största delen av jordbruksmark. Runt Caza de Aakkâr är det ganska tätbefolkat, med 100 invånare per kvadratkilometer.